# Isní
Isní (Isni) ist eine malayo-polynesische Sprache, die im Zentrum von Osttimor gesprochen wird.

## Übersicht

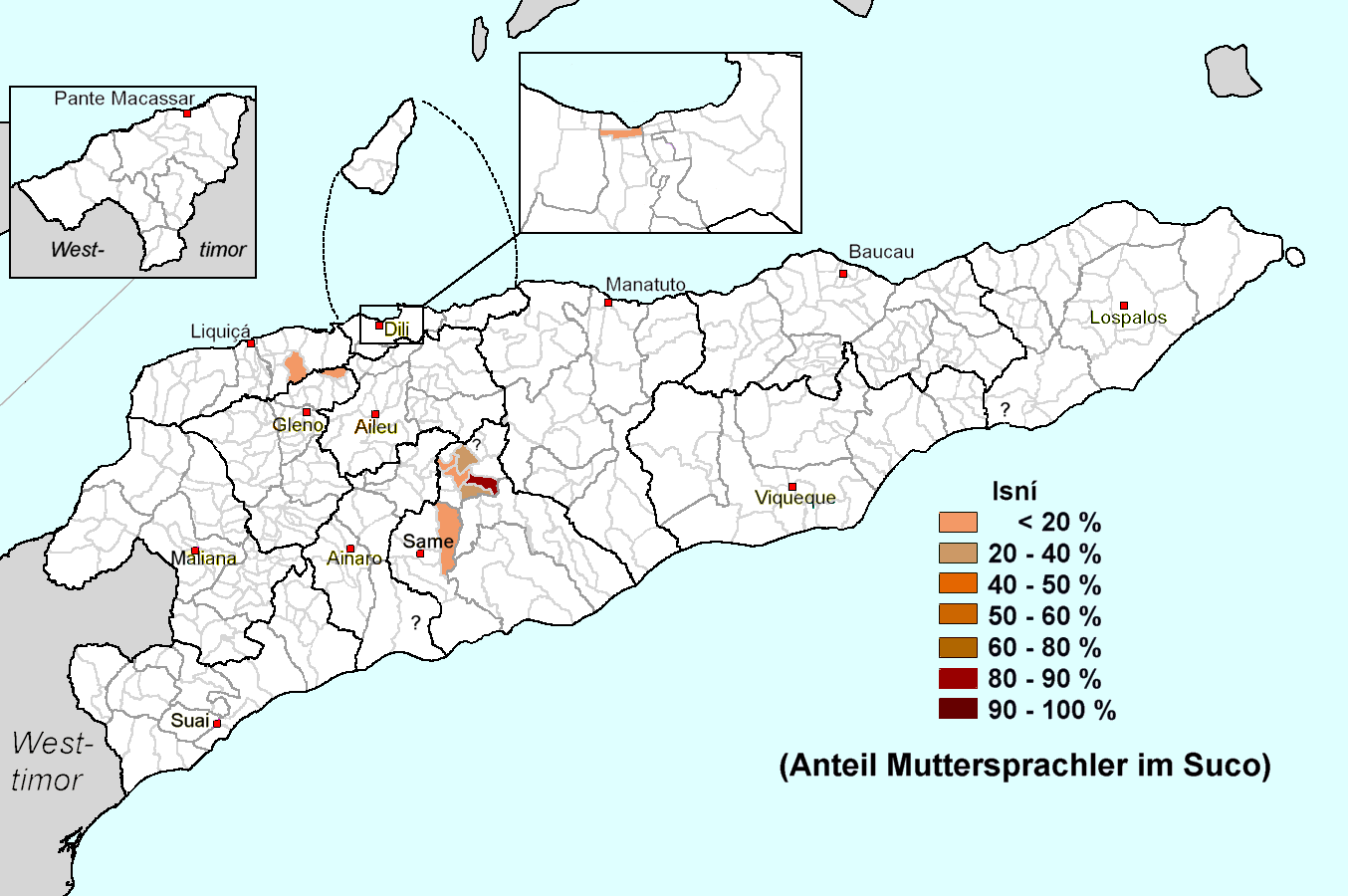
Anteil von Isní-Muttersprachlern in den Sucos Osttimors

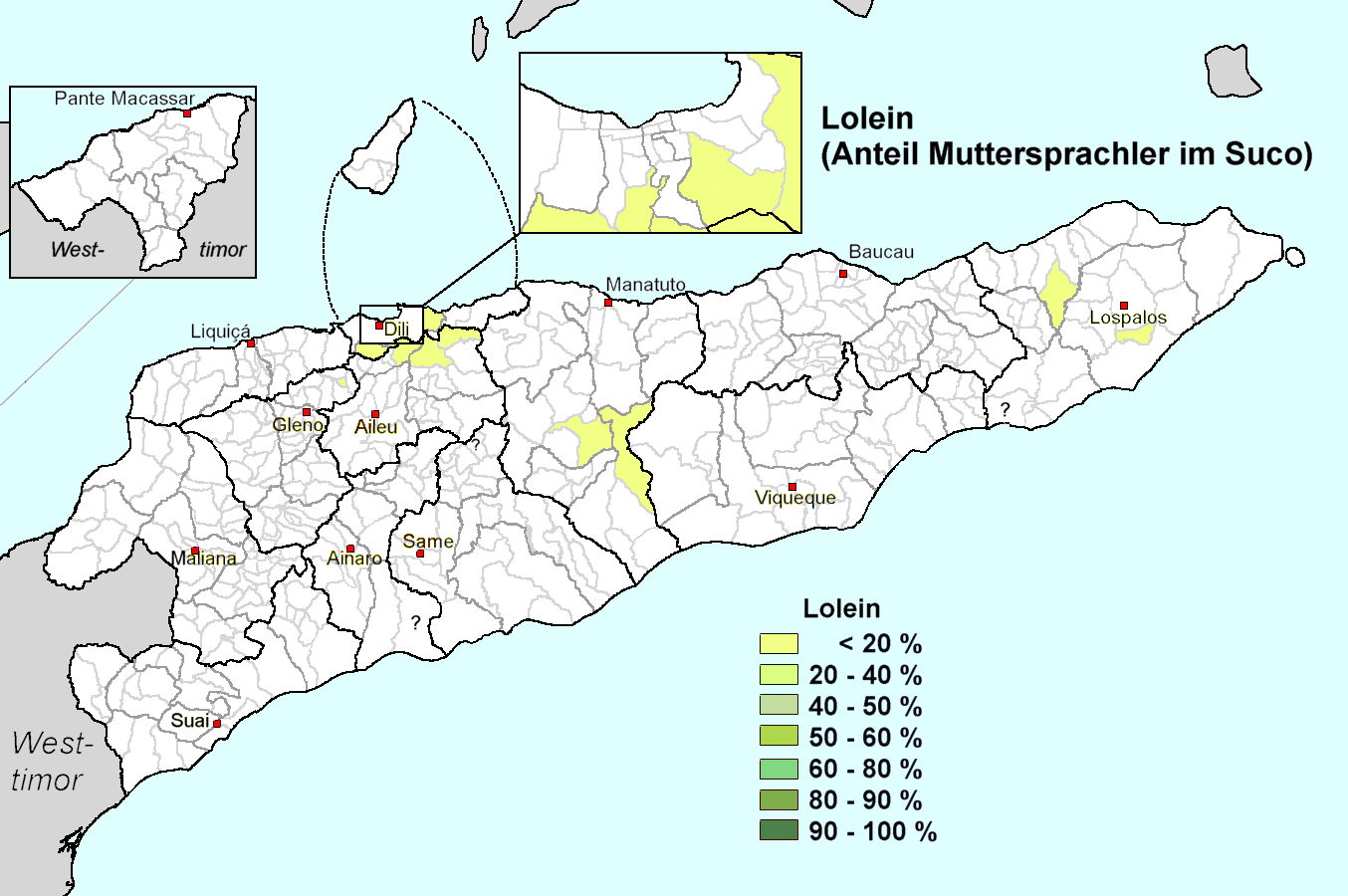
Anteil von Lolein-Muttersprachlern in den Sucos Osttimors

Isní ist eine der zu den Idalakasprachen zusammengefassten austronesischen Sprachen, die große Ähnlichkeiten aufweisen. Gemeinsam sind sie in der Verfassung Osttimors als Nationalsprache anerkannt und genießen daher einen besonderen Schutz. Die Idalakasprachen sind nahe verwandt mit Tetum und Habun und haben auch viele Gemeinsamkeiten mit Galoli. Idalaka ähnelt auch dem Kemak so weit, dass es einige archaische Merkmale (z. B. persönliche Vorsilben in Verben) aufweist, die in Mambai und Tokodede bereits verschwunden sind.
Bei der Volkszählung von 2010 registrierte man 1.855 Isní-Muttersprachler. 1.155 davon geben als ihre Muttersprache Lolein an, einen Subdialekt des Isní.
Das eigentliche Isní wird vor allem im Suco Foholau und anderen Sucos im Verwaltungsamt Turiscai gesprochen. Lolein wird meist in Talitu (Gemeinde Aileu), Becora Leten und Hera (Gemeinde Dili) gesprochen. Einwanderer aus Turiscai brachten ihn im 19. Jahrhundert dorthin.
| Die Zahlen in Isní und Lolein |       |        |
| Zahl                          | Isní  | Lolein |
| 1                             | is    | isa    |
| 2                             | rua   | rua    |
| 3                             | tel   | telu   |
| 4                             | aat   | aat    |
| 5                             | lim   | lima   |
| 6                             | neen  | neen   |
| 7                             | hitu  | hitu   |
| 8                             | ualu  | ualu   |
| 9                             | sia   | sia    |
| 10                            | sakúl | sakulu |